# 강민규 (1985년)
강민규(1985년 4월15일 ~ )는 대한민국의 전 축구 선수이며, 포지션은 미드필더였다.

## 플레이 스타일
좌우 측면 모두 소화 가능하며 공격적인 돌파와 드리블에 능력이 있는 선수였다.중앙지역에서도 훌륭한 실력을 선보이며 이름을 알렸다.

## 수상 내역
- 험멜코리아 전국대학축구 선수권대회 우수상: 2007

## 참고 자료
- 2007년 드래프트 신인 소개